# Матушевский, Михал
Михал Матушевский (пол. Michał Matuszewski; род. 6 января 1993, Варшава) — польский шахматист, гроссмейстер (2019).
На 73-м командном чемпионате Польши (2017) показал лучший результат в личном зачёте. На 71-м (2015) и 72-м (2016) чемпионатах — третий.

## Спортивные результаты
| Год  | Город               | Турнир                                           | + | − | = | Результат | Место |
| ---- | ------------------- | ------------------------------------------------ | - | - | - | --------- | ----- |
| 2014 | Гожув-Велькопольски | «Polish Team Chess Championship Extraliga 2014»  | 3 | 1 | 5 | 5½ из 9   | [ 3 ] |
| 2017 | Катовице            | «Ekstraliga 2017»                                | 4 | 2 | 3 | 5½ из 9   | [ 4 ] |
| 2018 | Катовице            | «Druzynowe Mistrzostwa Polski — Ekstraliga 2018» | 4 | 3 | 2 | 5 из 9    | [ 5 ] |

## Изменения рейтинга
| Графики недоступны из-за технических проблем. См. информацию на Фабрикаторе и на mediawiki.org. |